# 山椒草
山椒草（学名：Peperomia nakaharae）为胡椒科椒草属下的一个种。

## 扩展阅读
- 維基物種上的相關：山椒草